# Дэвис, Адам
А́дам Рис Дэ́вис (англ. Adam Rhys Davies; род. 17 июля 1992, Ринтельн, Нижняя Саксония) — валлийский футболист, вратарь клуба «Шеффилд Юнайтед» и сборной Уэльса. Участник чемпионата Европы 2020.

## Клубная карьера
Дэвис — воспитанник клуба «Эвертон». В 2012 году Адам подписал первый профессиональный контракт с «Шеффилд Уэнсдей». В том же году он был включён в заявку клуба на сезон, но так и не дебютировал за основной состав. Летом 2014 года Дэвис перешёл в «Барнсли». 9 августа в матче против Кроли Таун он дебютировал в Первой лиге Англии. В 2016 году Адам помог клубу выйти в более высокий дивизион. 6 августа в матче против «Ипсвич Таун» он дебютировал в Чемпионшипе. Летом 2020 года Дэвис перешёл в «Сток Сити». 12 июля в матче против «Бирмингем Сити» он дебютировал за новую команду.
В начале 2022 года Дэвис перешёл в «Шеффилд Юнайтед».

## Международная карьера
20 марта 2019 года в товарищеском матче против сборной Тринидада и Тобаго Дэвис дебютировал за сборную Уэльса, заменив во втором тайме Денни Уорда. В 2021 году Адам принял участие в чемпионате Европы. На турнире он был запасным и на поле не вышел.